# ムンダ族

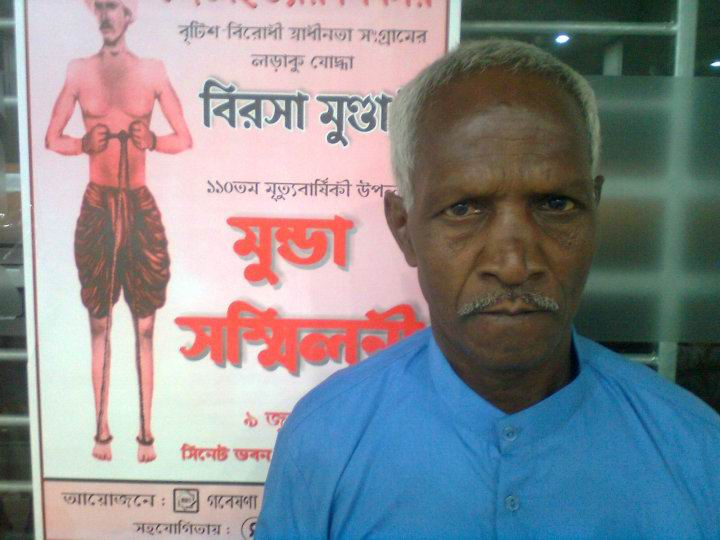
ムンダ族の老人

ムンダ族（Munda）は、オーストロアジア語族のムンダ諸語を話す民族である。インド中部・東部に居住する。

## 人種・遺伝子
形質人類学的にはオーストラロイドに属すが、オーストロアジア語族と関連するハプログループO1b1 (Y染色体)が57%-75％の高頻度でみられることが他のインドの民族と異なる大きな特徴である。ハプログループO1b1は長江流域を原郷とし、稲作とともにインドへ西進したと思われ、父系言語拡散の典型例である。従って父系遺伝的には東アジアにルーツを持つモンゴロイドの系譜を引くと考えられている。一方でmtDNAはインド在来のタイプであり、周辺の他の言語系統の民族と大差ない。
ムンダ族の祖先は東南アジアからインドに移住し、現地住民と混合したと考えられる。インド北東部への到達は5200±600年前、インド東部への到達は4300±200年前に起こったと推定される。

## 歴史
元来はインド北西部に居住していたがアーリヤ人の侵入を受けてビハール州のチョーター・ナーグプル丘陵地帯へ移住した。ビハール州を中心に約600万人の人口を形成している。ムンダとは富裕で信望のある人を意味するヒンディー語で、彼らは人間という意味をもつ「ホロ」を自称している。

## 文化・宗教
稲作を行う農耕民で、陸稲、水稲の他雑穀を栽培する。春の民族祭で共同狩猟を行う儀礼を持つ。核家族の父系クランを基本とした集団生活を営む。
ヒンドゥー化が進み、従来の独自宗教は消えつつある。インド独立後は産業、教育の普及により、農業以外の職業に従事する者も現れるようになった。また、キリスト教へ改宗する人々も見られる。